# ناتاسيا ديميتريو
ناتاسيا شارلوت ديميتريو (بالإنجليزية: Natasia Charlotte Demetriou)‏ هي ممثلة كوميدية وكاتبة سيناريو إنجليزية قبرصية.  ولدت في يناير 1984. اشتهرت بأدوارها في دور ناديا في المسلسل الكوميدي الرعب ما نقوم به في الظل 2019.

## روابط خارجية
- ناتاسيا ديميتريو على موقع IMDb (الإنجليزية)
- ناتاسيا ديميتريو على موقع قاعدة بيانات الفيلم (الإنجليزية)